# 康文
康文（1440年—？），字載道，山西太原府石州（今离石县）人，明朝政治人物。進士出身。

## 生平
山西鄉試第三十九名。成化二年（1466年）丙戌科會試第三百四十六名，殿試登進士第三甲第七十四名。

## 家族
曾祖康溫。祖父康士賢。父亲康安。